# Lotta greco-romana ai Giochi della XI Olimpiade - Pesi gallo
La competizione della categoria pesi gallo (fino a 56 kg) di lotta greco-romana dei Giochi della XI Olimpiade si è svolta dal 6 al 9 agosto al  Deutschlandhalle in Berlino.

## Formato
Ad ogni incontro venivano assegnate le seguenti penalità:
- 0 = Al vincitore per schienata
- 1 = Al vincitore per decisione
- 2 = Allo sconfitto per decisione (1 giudici contro 2)
- 3 = Allo sconfitto per decisione (0 giudici contro 3)
- 3 = Allo sconfitto per schienata

Con cinque penalità o più il lottatore veniva eliminato.

## Risultati
| Legenda                                  | Legenda |
| ---------------------------------------- | ------- |
| Lottatore con 5 penalità o più Eliminato |         |

### 1 Turno
Si è disputato il 6 agosto.
| Vincitore       | Pen. | Risultato | Sconfitto        | Pen. |
| --------------- | ---- | --------- | ---------------- | ---- |
| Väinö Perttunen | 1    | 3:0       | Hüseyin Erkmen   | 3    |
| Ferdinand Hýža  | 1    | 3:0       | Jakob Brendel    | 3    |
| Robert Voigt    | 1    | 3:0       | Karlo Toth       | 3    |
| Iosif Töjär     | 0    | Schienato | Georges Bayle    | 3    |
| Dante Bertoli   | 1    | 3:0       | Evald Sikk       | 3    |
| Ali Erfan       | 0    | Schienato | Josef Buemberger | 3    |
| Márton Lőrincz  | 0    | Schienato | Franz Christen   | 3    |
| Egon Svensson   | 0    | Schienato | Ivar Stokke      | 3    |
| Antoni Rokita   | 0    | Schienato | Alfred Gilles    | 3    |

### 2 Turno
Si è disputato il 7 agosto.
| Vincitore      | Pen. | Risultato | Sconfitto        | Pen. |
| -------------- | ---- | --------- | ---------------- | ---- |
| Ferdinand Hýža | 2    | 2:1       | Hüseyin Erkmen   | 5    |
| Jakob Brendel  | 4    | 3:0       | Väinö Perttunen  | 4    |
| Robert Voigt   | 1    | Schienato | Georges Bayle    | 6    |
| Iosif Töjär    | 1    | 3:0       | Karlo Toth       | 6    |
| Dante Bertoli  | 1    | Schienato | Ali Erfan        | 3    |
| Evald Sikk     | 3    | Schienato | Josef Buemberger | 6    |
| Egon Svensson  | 0    | Schienato | Franz Christen   | 6    |
| Márton Lőrincz | 0    | Schienato | Alfred Gilles    | 6    |
| Ivar Stokke    | 3    | Schienato | Antoni Rokita    | 3    |

### 3 Turno
Si è disputato il 7 agosto.
| Vincitore       | Pen. | Risultato | Sconfitto      | Pen. |
| --------------- | ---- | --------- | -------------- | ---- |
| Väinö Perttunen | 4    | Schienato | Ferdinand Hýža | 5    |
| Jakob Brendel   | 4    | Schienato | Robert Voigt   | 4    |
| Iosif Töjär     | 1    | Schienato | Dante Bertoli  | 4    |
| Evald Sikk      | 4    | 3:0       | Ali Erfan      | 6    |
| Márton Lőrincz  | 1    | 3:0       | Ivar Stokke    | 6    |
| Egon Svensson   | 0    | Schienato | Antoni Rokita  | 6    |

### 4 Turno
Si è disputato l'8 agosto.
| Vincitore       | Pen. | Risultato | Sconfitto      | Pen. |
| --------------- | ---- | --------- | -------------- | ---- |
| Väinö Perttunen | 4    | Schienato | Robert Voigt   | 7    |
| Jakob Brendel   | 4    | Schienato | Iosif Töjär    | 4    |
| Evald Sikk      | 5    | 2:1       | Márton Lőrincz | 4    |
| Egon Svensson   | 0    | Forfait   | Dante Bertoli  | 7    |

### 5 Turno
Si è disputato il 9 agosto.
| Vincitore       | Pen. | Risultato | Sconfitto     | Pen. |
| --------------- | ---- | --------- | ------------- | ---- |
| Jakob Brendel   | 5    | 3:0       | Egon Svensson | 3    |
| Väinö Perttunen | 5    | 2:1       | Iosif Töjär   | 6    |
| Márton Lőrincz  | 4    |           | Esentato      |      |

### 6 Turno
Si è disputato il 9 agosto.
| Vincitore      | Pen. | Risultato | Sconfitto     | Pen. |
| -------------- | ---- | --------- | ------------- | ---- |
| Márton Lőrincz | 5    | 3:0       | Egon Svensson | 6    |

## Classifica finale
| Pos.    | Atleta           | Nazione        |
| ------- | ---------------- | -------------- |
| Oro     | Márton Lőrincz   | Ungheria       |
| Argento | Egon Svensson    | Svezia         |
| Bronzo  | Jakob Brendel    | Germania       |
| 4       | Väinö Perttunen  | Finlandia      |
| 5       | Iosif Töjär      | Romania        |
| 6       | Evald Sikk       | Estonia        |
| 7       | Robert Voigt     | Danimarca      |
| 8       | Dante Bertoli    | Italia         |
| 9       | Ferdinand Hýža   | Cecoslovacchia |
| 10      | Ali Erfan        | Egitto         |
| 10      | Ivar Stokke      | Norvegia       |
| 10      | Antoni Rokita    | Polonia        |
| 13      | Hüseyin Erkmen   | Turchia        |
| 14      | Josef Buemberger | Austria        |
| 14      | Alfred Gilles    | Belgio         |
| 14      | Georges Bayle    | Francia        |
| 14      | Franz Christen   | Svizzera       |
| 14      | Karlo Toth       | Jugoslavia     |